# Akyem Abuakwa
 (février 2025).
Si vous disposez d'ouvrages ou d'articles de référence ou si vous connaissez des sites web de qualité traitant du thème abordé ici, merci de compléter l'article en donnant les références utiles à sa vérifiabilité et en les liant à la section « Notes et références ».
Akyem Abuakwa est l'un des quatre États d'Akyem en Afrique pendant le XIVe siècle. Actuellement, cet État fait partie du Ghana. Historiquement, les Akyems font partie du royaume d'Adansi, qui est la première nation à construire des bâtiments en terre. Ils sont ainsi nommés Adansi (constructeurs). Au XVIIIe siècle, l'empire Ashanti émerge et, sous la direction du roi Osei Tutu Ier, a pu vaincre les Adansi et a annexé ce territoire à l'empire Ashanti. Les trois nations Akyem qui ont fait partie du royaume Adansi ont fait sécession et ont traversé le fleuve Pra.

## Histoire
Le roi Tutu Ier décide de poursuivre les Akyems à travers le fleuve Pra contre l'avis d'Okomfo Anokye. Alors qu'il traverse le fleuve avec son armée, il est abattu par les Akyems lors d'une embuscade. Il est tué et tombe dans la rivière. Les Ashantis disent « Meka Yawada », ce qui signifie « Je jure avant jeudi » car le jour de la mort du roi est un jeudi et les Akyems sont connus sous le nom de « Abuakwanfo » ou « Abuakwafo » (des combattants de la guérilla ). Les Ashantis se retirent et cette défaite crée un tabou et empêche tout roi Ashanti jusqu'à l'époque de Prempeh I (en1900) de traverser le Pra vers le sud.
Après sa mort, son neveu le roi Opoku Ware Ier devient roi de l'empire Ashanti et jure de venger la mort de son oncle. Il relance la guerre contre les Akyems. Les Akyems sont au courant que les Ashantis veulent à nouveau les envahir, et ont ainsi migré vers le sud-est. En raison des voyages, la plupart des Kotokus et quelques autres peuples se sont installés dans la région actuelle d'Ashanti Akyem. La majorité a voyagé jusqu'au royaume de Akwamus, une nation puissante habitée et dirigée par les tribus d' Asamankese à Nyanawase, qui est alors leur capitale et fait partie d' Akwapim. Les Abuakwas ont combattu les Akwamus et se sont installés dans la région des Akwamus. Les Abukawas font des capitales temporaires dans plusieurs régions, dont Praso, avant de s'installer à Pameng. Sous le règne du roi Ofori Panin, la capitale est transférée à Kyebirie. Les Abuakwas ont mené peu de batailles avec les tribus rivales et sont un État indépendant jusqu'à ce qu'en 1852, les Abuakwas deviennent une colonie de la couronne britannique.

## Voir également
- Peuple Akan
- Région de la Côte d'Or